# Alexandre Jouline
Alexandre Viatcheslavovitch Jouline (en russe : Александр Вячеславович Жулин, transcription anglaise : Alexander Zhulin), né le 20 juillet 1963 à Korolev (oblast de Moscou), est un ancien patineur artistique soviétique puis russe. Sa partenaire en danse était Maïa Oussova, avec qui il fut marié de 1986 à 1995. Ils ont remporté de nombreux titres et médailles pour l'Union soviétique, puis pour la Russie.

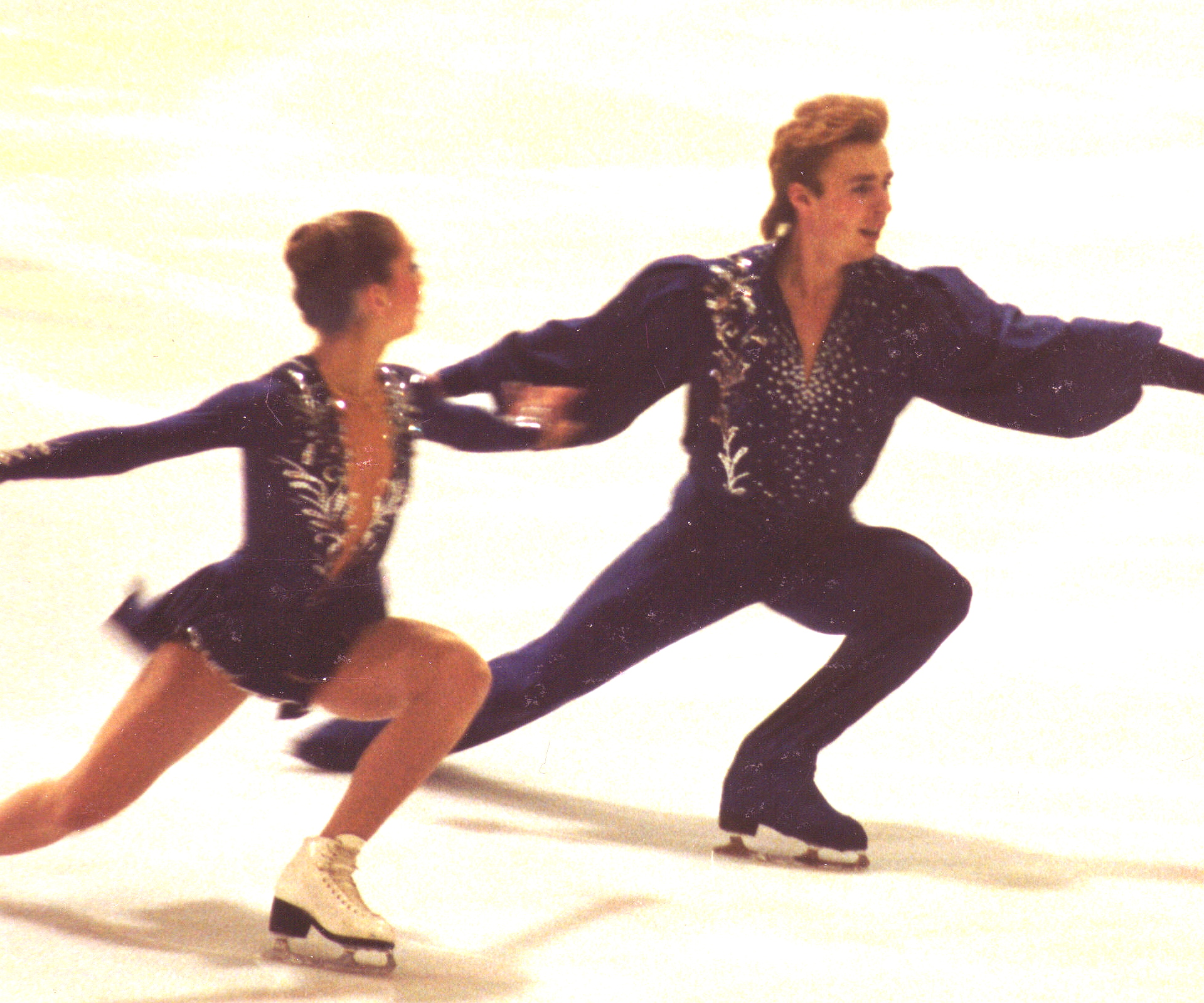
Alexandre Jouline avec Maïa Oussova en 1989.

## Biographie

### Carrière sportive
Alexandre Jouline fait équipe avec Maïa Oussova en 1980 et concourent aux compétitions sportives jusqu'en 1994. 

### Reconversion
Alexandre Jouline patine sur le circuit professionnel jusqu'en 1998 avec Maïa Oussova. Il fait ensuite équipe avec Oksana Grichtchouk, toujours sur le circuit professionnel, jusqu'à sa retraite officielle du patinage artistique en 1999.
Il poursuit ensuite une carrière d'entraîneur.

### Vie privée
Alexandre Jouline se marie avec sa partenaire Maïa Oussova en 1986. Ils divorcent en 1995.  
Il est également marié avec Tatiana Navka avec qui il a eu une petite fille. Jouline fut l'entraîneur de Navka avec son partenaire Roman Kostomarov jusqu'à leur retraite en 2006. Le couple a vécu en Amérique pendant quelque temps avant de revenir en Russie.

## Palmarès
| Compétitions principales        | 1984    | 1985    | 1986    | 1987    | 1988    | 1989    | 1990    | 1991    | 1992    | 1993    | 1994    |  |  |  |
| Jeux olympiques d'hiver         |         |         |         |         |         |         |         |         | 3e      |         | 2e      |  |  |  |
| Championnats du monde           |         |         |         |         |         | 2e      | 2e      | 3e      | 2e      | 1er     |         |  |  |  |
| Championnats d'Europe           |         |         |         |         | 4e      | 2e      | 3e      | 3e      | 2e      | 1er     | 3e      |  |  |  |
| Championnats d'Union soviétique | 2e      |         | 3e      | 3e      | 3e      | 2e      | 2e      | 1er     | F       |         |         |  |  |  |
| Championnats de Russie          |         |         |         |         |         |         |         |         |         | F       | F       |  |  |  |
|                                 |         |         |         |         |         |         |         |         |         |         |         |  |  |  |
| Autres compétitions             | 1983/84 | 1984/85 | 1985/86 | 1986/87 | 1987/88 | 1988/89 | 1989/90 | 1990/91 | 1991/92 | 1992/93 | 1993/94 |  |  |  |
| Skate America                   |         |         |         |         |         |         | 1er     |         |         | 1er     |         |  |  |  |
| Coupe d'Allemagne               |         |         |         |         |         |         | 1er     |         |         |         |         |  |  |  |
| Moscou Skate                    | 6e      |         | 4e      | 3e      | 2e      | F       |         |         |         |         |         |  |  |  |
| Trophée NHK                     |         |         |         |         |         | 2e      |         | 1er     | 1er     | 1er     |         |  |  |  |
| Légende : F= Forfait            |         |         |         |         |         |         |         |         |         |         |         |  |  |  |